# 鍾全璋
鍾全璋（英語：Anthony Zhong Quan-zhang；1921年10月—2000年1月28日；又名：鍾全璋；聖名：安多尼），是天主教中國籍主教及中國天主教愛國會成員，自選自聖廣東省嘉應教區主教（1989年-2000年），後獲教宗認可。

## 生平
鍾全璋出生於1921年10月，在荷屬東印度雅加達的華人家庭。1945年至1948年間，就讀於英屬香港華南總修院。同年7月16日鍾全璋在27歲時於香港宗座代牧區晉鐸，後在中國廣東省服務及傳教。
1949年10月1日，中國共產黨在中國大陸地區建立中華人民共和國，並開始針對天主教進行宗教迫害及打壓，教會已經無法正常功能。1966年至1979年的文化大革命期間，嘉應教區所有宗教活動停止。1980年代初，嘉應教區續步恢復運作。
1988年12月，由中國政府控制的組織中國天主教愛國會推行和政府強迫下，嘉應教區未獲教宗准許，擅自選出鍾全璋為嘉應教區主教。事後，鍾全璋獲時任教宗若望保祿二世認可及寬恕。鍾全璋晉牧前，瑪利諾外方傳教會會士涂挽靈神父和遠皓神父帶同主教的大經本、主教帽、權杖、權介、補品，彌撒獻儀及禮金等，從英屬香港秘密到梅州交給鍾全璋。1989年5月7日，鍾全璋由山東濟南總教區主教宗懷德主禮，廣東汕頭教區主教蔡體遠和廣州總教區主教葉蔭雲非法自選自聖晉牧。

鍾全璋主教任內先後襄禮晉牧在1990年的林秉良為廣州總教區主教，1993年的蔡秀峰為廣西梧州教區主教和1995年的陳除為北海教區主教。
2000年1月28日，鍾全璋主教在中國廣東省梅州逝世，享年78歲。